# Grewia pannosisepala
Grewia pannosisepala är en malvaväxtart som beskrevs av Emilio Chiovenda. Grewia pannosisepala ingår i släktet Grewia och familjen malvaväxter. Inga underarter finns listade i Catalogue of Life.